# Ilhuícatl-Mamaloaco

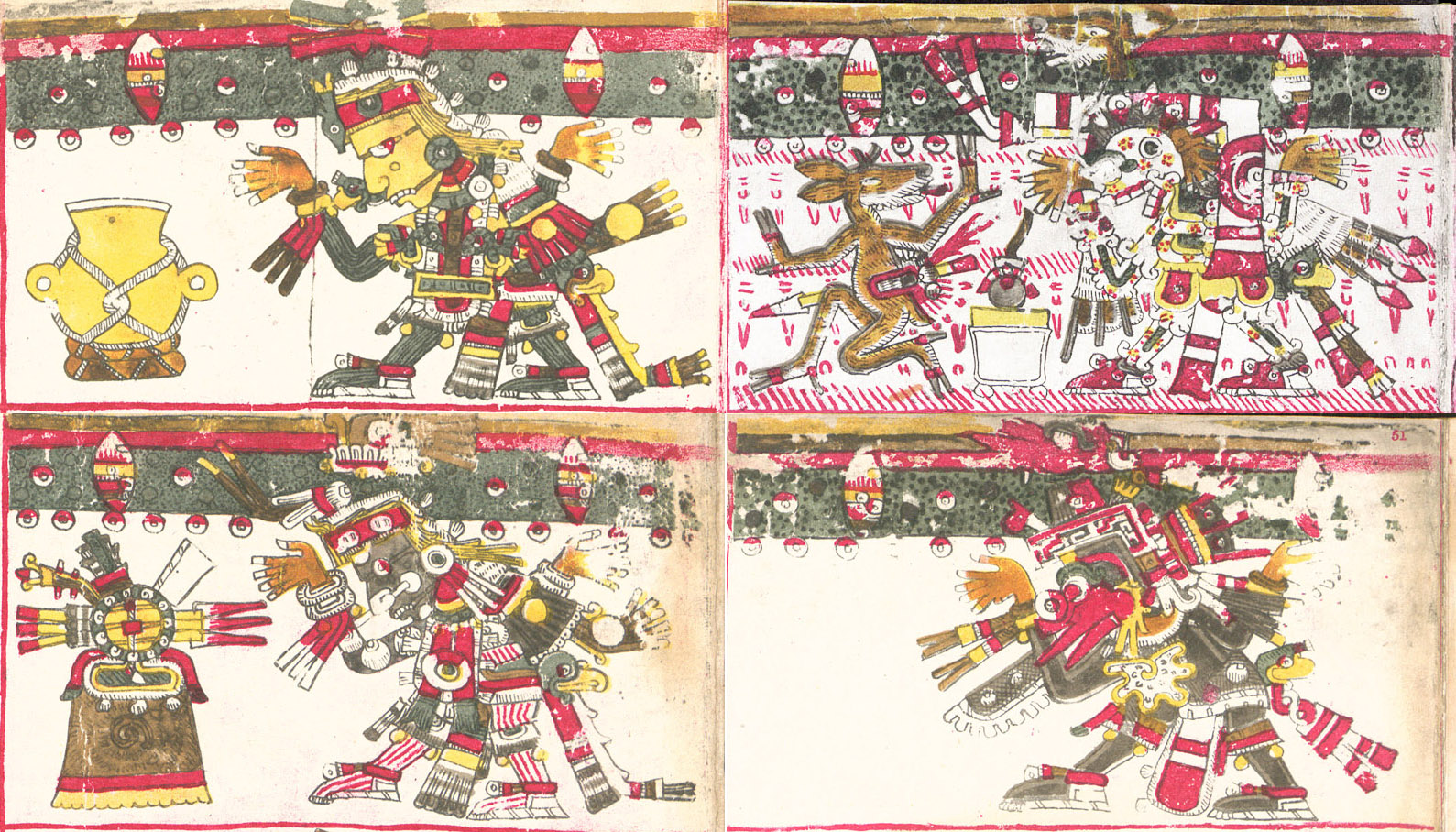
Los cuatro puntos cardinales o reinos del universo horizontal descritos en el Códice Borgia según la Cosmogonía mexica.

Ilhuícatl-Mamaloaco (del náhuatl: ilhuicatl-mamaloaco ‘el cielo donde se agujera’‘ilhuicatl, cielo; mamali, agujerearse; co, lugar’) en la mitología mexica es el quinto estrato celeste del universo vertical según la Cosmogonía mexica, es el sitio donde se trasladan únicamente los cometas y las estrellas errantes, Citlalmina, y es regido por la pareja celeste Citlalicue, diosa de las estrellas hembras (Vía Láctea) y Citlaltónac, dios de las estrellas varones, es el cielo que se hunde o taladra.